# Horácké divadlo Jihlava
Le Horácké divadlo Jihlava (littéralement en français Théâtre Horácké de Jihlava), est un théâtre situé à Jihlava dans la région de Vysočina. 
Fort de plus de quatre-vingts ans d'histoire, il est installé depuis 1995 dans un bâtiment entièrement neuf à l'angle des rues Komenského et Divadelní à Jihlava. Il s'agit du premier théâtre en pierre construit dans le pays depuis plus de 100 ans. 

## Histoire
En 1740, un opéra en allemand est monté à Jihlava, plus ancienne mention relevée du théâtre dans la ville. En 1792, le théâtre occupe l'ancienne église Sainte-Élisabeth, située au 29 rue Komenského. En 1840, la première représentation en tchèque a lieu à Jihlava : Čech a Němec de Jan Nepomuk Štěpánek. La pièce est jouée par la troupe de M. Saydlerová dans la salle de la maison U tří knížat. Neuf ans plus tard, Johan Okonski, originaire de Varsovie, achète le bâtiment délabré de l'ancien couvent des Capucins et l'église Saint-François, qu'il transforme en théâtre. En 1865, la ville l'acquiert pour 14 000 florins. Le 6 novembre 1866, l'empereur François-Joseph Ier assiste à une représentation théâtrale au Théâtre municipal de Jihlava.
Fin 1939, les premières rencontres d'un groupe de passionnés ont lieu. Elles se poursuivent les mois suivants à Jihlava, Německý (aujourd'hui Havlíčkův Brod) et Velké Meziříčí, donnant ainsi l'impulsion à l'émergence du théâtre tchèque dans les Hautes Terres. Un an plus tard, le 18 octobre 1940, le Théâtre Horácký commence ses activités avec la représentation de la pièce de Jaroslav Vrchlický Soud lásky (Le Jugement d'amour) à la Maison nationale de Třebíč. Pendant la Seconde Guerre mondiale, le théâtre fonctionne jusqu'en 1944, date de sa fermeture par les autorités allemandes. En mai 1945, après avoir joué dans des salles de théâtre des villes des Hautes Terres, le Théâtre Horácký s'installe définitivement dans le bâtiment du Théâtre municipal de Jihlava, qui connait d'importants travaux de reconstruction et d'achèvement entre 1989 et 1995.
Depuis 2003, le théâtre est sous l'administration de la région de Vysočina, et en 2015, le nouveau directeur du théâtre est Ondrej Remiáš (cs), qui s'occupait auparavant du marketing théâtral au Théâtre Pôtoň, et entre 2004 et 2013 était le secrétaire du Conseil du théâtre non professionnel en Slovaquie. 
De 2018 à 2022, le directeur artistique et metteur en scène est Michal Skočovský. Sous sa direction, le théâtre est nommé pour le Prix de la critique théâtrale (Ceny divadelní kritiky (cs)) dans la catégorie Théâtre de l'année 2020.
Michal Zetel est le directeur artistique depuis 2022. À partir du 1er janvier 2024, le Théâtre Horácké de Jihlava compte une deuxième troupe. La troupe HD_Jéé se consacre à la création pour les enfants et le jeune public.
En 2020, l'acteur de HD_J Michal Kraus reçoit une nomination pour le prix Thalia dans la catégorie Théâtre alternatif pour son rôle de Werther dans la production des Souffrances du jeune Werther mise en scène par Jakub Čermák, créée le 27 septembre 2019.
L'actrice de HD_J Lenka Schreiberová reçoit en 2023 une nomination pour le prix Thalia dans la catégorie interprétation féminine pour le rôle d'Anna dans la production de Šepoty a výkřiky, mise en scène par Jakub Čermák, créée le 10 décembre 2022).